# Älmhultagölen (Stengårdshults socken, Småland)
Älmhultagölen är en sjö i Gislaveds kommun i Småland och ingår i Lagans huvudavrinningsområde. Sjön är 5,2 meter djup, har en yta på 0,014 kvadratkilometer och befinner sig 295 meter över havet.